# Имиджборд
Имиджборд (на английски: imageboard, „табло/дъска за изображения“, също и чан (на английски: chan, channel)) е разновидност на интернет форум с възможността да се прикрепят графични файлове.
Един от най-популярните такива уебсайтове е 4chan.org Архив на оригинала от 2020-04-11 в Wayback Machine..

## Софтуер
Има два основни вида софтуерни пакета за имиджбордове, които са с широка употреба: „линейно организирани имиджбордове“, които са създадени по образец на имиджборда „Futaba Channel“ (в които съдържание се публикува чрез йерархични подраздели по теми, които обикновено са обозначени със знак права наклонена черта, като „/f“ за жени (от английски: female — жена, човек от женски пол) и „нелинейно организирани“, които са моделирани по образец на „Danbooru“ (обикновено личащи си по употребата на контролирана фолксономична лексика за тематично етикетиране и търсене).

### Клонинги на Futaba Channel
Към момента има няколко на брой софтуерни пакета за имиджборд, които са основани на „Futaba“ и са често използвани: Futallaby, Wakaba, Kusaba X.
„Futallaby“ е скрипт на PHP, основан на скрипта на „Futaba“ от „Futaba Channel“. Въпреки че изходният код на „Futallaby“ все още е на свободно разположение от уебсайта „1chan“, той не разработва активно вече и страницата за изтегляне вместо това препоръчва да се използва „Wakaba“, като съобщава, че „Wakaba може да прави всичко, което Futallaby прави, както и много повече.“ „Futallaby“ е проект, който започнал като превод на „Futaba“, като по-късно бил променен да поддържа XHTML и авторски стилове на CSS. Той е известен с това, че е първият скрипт на английски език, който е с отворен код.
„Wakaba“ е скрипт за имиджборд, написан на Perl, който използва SQL „задница“, за да съхранява информация за „нишките“ на форумите. Той е проектиран да бъда по-ефикасен и по-чисто написан от други скриптове, които са на разположение, като запазва същия вид функционалност. „Wakaba“ е един от най-популярните западни софтуерни скриптове за имиджборд, като най-известният му ползвател е iichan (Wakachan). Поради фокуса си върху най-съществените функции, Wakaba не притежава много от модерните удобства, които например са на разположение на Yotsuba на 4chan и по-нови скриптове за имиджборд. Няколко потребители са се опитали да поправят това чрез създаването на разклонения на оригиналния проект и чрез добавянето на възможности, които те смятат за полезни. Два примера за това, които са свободен софтуер и софтуер с отворен код, са разклонението на Wakaba на frankusr и фокусираният върху потребителското изживяване Glaukaba.
„kusaba“ е бил модулен софтуер за имиджбор, написан на PHP, който използвал MySQL. Авторът на проекта обаче го прекратил и сега вместо него препоръчва използването на TinyIB.
„Kusaba X“ е продължение на „kusaba“. Като „Kusaba“, „Kusaba X“ е написан на PHP и е проектиран с фокус върху модулност. Той изисква база от данни MySQL или SQLite, за да работи. „Kusaba“ и производните му някога били най-използваните решения за имиджборд.

### Табла за изображения в стила на Danbooru
За разлика от вдъхновените от „Futaba“ софтуерни пакети за имиджборд, „Danbooru“ и производните му се стремят към нейерархична семантична структура, при която потребителите могат да публикуват съдържание и да добавят етикети, анотации, преводи и коментари.
Съществуват няколко броя имиджборда в стила на „Danbooru“, както такива, които са споделили своя изходен код с широката общественост, така и такива, които не са публикувани за употреба от други.
| Споделен код | Софтуер                                                           | Написан на    | Лиценз                             | Бележки                                                                     |
| ------------ | ----------------------------------------------------------------- | ------------- | ---------------------------------- | --------------------------------------------------------------------------- |
| да           | Danbooru                                                          | Ruby on Rails | свободен (Лиценз на FreeBSD)       | ?                                                                           |
| да           | CamelBoard                                                        | PHP           | свободен (Лиценз на FreeBSD)       | Не използва и не изисква MySQL.                                             |
| да           | Tinyboard Архив на оригинала от 2014-10-30 в Wayback Machine.     | PHP           | Лизенз на MIT плюс анти-GPL клауза | Авторът изрично забранява вливането на код, лицензиран под GPL.             |
| да           | Vichan                                                            | PHP           | Лизенз на MIT                      | Vichan е разклонение на Tinyboard.                                          |
| да           | 8chan                                                             | PHP           | Лизенз на MIT                      | 8chan е разклонение на vichan.                                              |
| да           | Shimmie                                                           | PHP           | свободен (GPL, версия 2)           | ?                                                                           |
| да           | naranai 1.3.x Архив на оригинала от 2012-10-26 в Wayback Machine. | PHP           | свободен (GPL, версия 3)           | Създаден, за да замести Danbooru, защото авторът смятал Ruby за неподходящ. |
| да           | MyImouto Архив на оригинала от 2014-10-30 в Wayback Machine.      | PHP и MySQL   | Лиценз на MIT                      | ?                                                                           |
| не           | Gelbooru 0.2.x                                                    | PHP           | собственически                     | Gelbooru 0.1 бил с отворен код, но вече не е такъв.                         |
| не           | Metabooru                                                         | Python        | собственически                     | ?                                                                           |